# Карталы (Белорецкий район)
Карталы́ (баш. Кәртәле — чёрная ива) — деревня в Белорецком районе Республики Башкортостан России. Входит в состав Ишлинского сельсовета. 

## География

### Географическое положение
Находится на левом берегу реки Большой Инзер.
Расстояние до:
- районного центра (Белорецк): 60 км,
- центра сельсовета (Ишля): 10 км,
- ближайшей ж.-д. станции (Улу-Елга): 9 км.

## Население
| 2002 | 2009 | 2010 |
| ---- | ---- | ---- |
| 83   | ↘72  | ↘34  |

Согласно переписи 2002 года, преобладающая национальность — башкиры (82 %).